# Shin-Nikkō Holdings
Shin-Nikkō Holdings K.K. (jap. 新日鉱ホールディングス株式会社, Shin-Nikkō Hōrudingsu Kabushiki kaisha, engl. Nippon Mining Holdings, Inc.) ist ein japanisches Unternehmen mit Firmensitz in Minato, Tokio.
Im Unternehmen sind 10.729 Mitarbeiter beschäftigt (Stand: 31. März 2009). Das Unternehmen ist in den Geschäftsfeldern Erdöl, Bergbau, Buntmetalle und Elektronik tätig und unterteilt sich in verschiedene Tochterunternehmen.
Zum Unternehmen gehört unter anderem das japanische Tochterunternehmen Japan Energy.
Das Unternehmen ist Eigentümer des 1985 gegründeten japanischen Museums Nippon Mining Museums in Hitachi.

## Geschichte
Shin-Nikkō Holdings wurde am 27. September 2002 als Holding der japanischen Unternehmen K.K. Japan Energy und Nikkō Kinzoku K.K. (日鉱金属株式会社, engl. Nippon Mining & Metals Co., Ltd.) gegründet.